# Diego Gutiérrez
|  | No s'ha de confondre amb Diego Gutiérrez (cantautor cubà). |

Americae Sive Qvartae Orbis Partis Nova Et Exactissima Descriptio, 1562

Diego Gutiérrez va ser un cosmògraf i cartògraf espanyol de la Casa de la Contractació d'Índies. Va obtenir aquest càrrec el 22 d'octubre de 1554, després de la mort del seu pare el gener de 1554, i treballà en el Padró Reial.
El 1562 Gutiérrez publicà un destacat mapa titulat Americae Sive Qvartae Orbis Partis Nova Et Exactissima Descriptio a Anvers en col·laboració amb el l'impressor Hieronymus Cock. La raó per la qual va ser publicat a Anvers va ser que els gravadors espanyols no tenien l'habilitat necessària per imprimir un document tan complicat.
En el mapa de Gutiérrez no sols hi apareixen dibuixats el riu Amazones, el Llac Titicaca i d'altres accidents geogràfics, sinó també representacions imaginàries de lloros, micos, sirenes, enormes criatures marines, caníbals brasilers, gegants patagons i una erupció volcànica al centre de Mèxic.

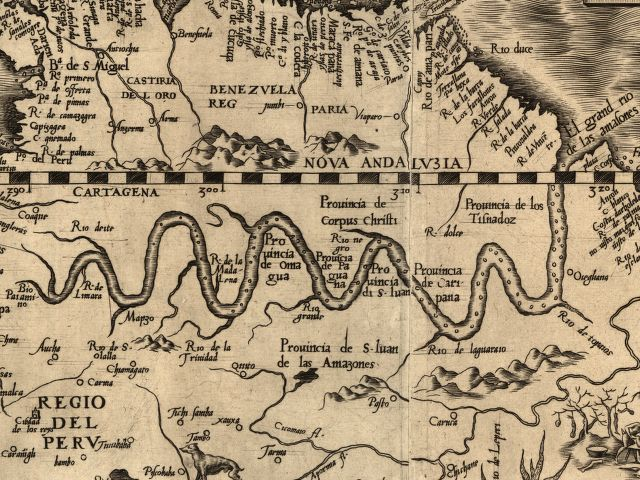
La Nova Andalusia amb el riu Amazones en el mapa de Diego Gutiérrez (1562).

Aquest va ser el primer mapa en què va aparèixer el topònim "California" i "Apalatxes".